# 圣莫里
桑特莫里，是西班牙加泰罗尼亚赫罗纳省的一个市镇。总面积7平方公里，总人口141人（2001年），人口密度20人/平方公里。